# خوساکی
خوساکی (به لهستانی:  Husaki) یک روستا در لهستان است که در گمینا بیلسک پودلاسکی واقع شده‌است.